# Kladruby nad Labem
Kladruby nad Labem este o arie protejată (arie specială de conservare — SAC, sit de importanță comunitară — SCI) din Republica Cehă întinsă pe o suprafață de 450,03 ha, integral pe uscat.

## Localizare
Centrul sitului Kladruby nad Labem este situat la coordonatele 50°03′05″N 15°27′38″E / 50.051389°N 15.460556°E.

## Înființare
Situl Kladruby nad Labem a fost declarat sit de importanță comunitară în mai 2016 pentru a proteja 2 specii de animale. Situl a fost protejat și ca arie specială de conservare în septembrie 2018.

## Biodiversitate
Situată în ecoregiunea continentală, aria protejată nu include niciun habitat protejat.
La baza desemnării sitului se află mai multe specii protejate de  nevertebrate (2): Cucujus cinnaberinus, Osmoderma eremita.